# Campionatul European de Handbal Feminin pentru Tineret din 2015
Campionatul European de Handbal Feminin pentru Tineret din 2015 a fost a X-a ediție a turneului organizat de Federația Europeană de Handbal și s-a desfășurat în Spania, între 23 iulie și 2 august 2015.

## Selecția gazdelor
Pe 14 decembrie 2013, membrii Comitetului Executiv al EHF au participat la Belgrad, în Serbia, la a 117-a întrunire a conducerii acestei organizații. Cu această ocazie au fost discutate rapoarte ale comitetelor și comisiilor tehnice ale EHF, aspecte de marketing și financiare. Printre hotărârile luate în urma acestei întruniri s-a anunțat că, urmare a unor inspecții satisfăcătoare, Spania a primit dreptul de a organiza ediția din 2015 a Campionatului European U19.

## Sălile
Două săli din orașul Valencia au găzduit toate partidele care s-au disputat la turneul final:
- Pabellón Universitario (1.550 de locuri)[5]
- Polideportivo „El Cabañal” (870 de locuri)[5]

## Calificările

### Echipe calificate
| Țara              | Calificate ca și           | Data obținerii calificării | Apariții anterioare în competiție1                       |
| ----------------- | -------------------------- | -------------------------- | -------------------------------------------------------- |
| Spania            | Țară gazdă                 | 14 decembrie 2013          | 8 (1998, 2000, 2002, 2004, 2007, 2009, 2011, 2013)       |
| Suedia            | Locul 1 la CE U17 din 2013 | 25 august 2013             | 7 (2000, 2002, 2004, 2007, 2009, 2011, 2013)             |
| Rusia             | Locul 2 la CE U17 din 2013 | 25 august 2013             | 9 (1996, 1998, 2000, 2002, 2004, 2007, 2009, 2011, 2013) |
| Macedonia de Nord | Locul 1 în Grupa 1         | 18 aprilie 2015            | 0                                                        |
| Muntenegru        | Locul 2 în Grupa 1         | 18 aprilie 2015            | 1 (2009)                                                 |
| Norvegia          | Locul 1 în Grupa a 2-a     | 18 aprilie 2015            | 8 (1996, 1998, 2000, 2004, 2007, 2009, 2011, 2013)       |
| Lituania          | Locul 2 în Grupa a 2-a     | 19 aprilie 2015            | 3 (1998, 2002, 2007)                                     |
| România           | Locul 1 în Grupa a 3-a     | 18 aprilie 2015            | 9 (1996, 1998, 2000, 2002, 2004, 2007, 2009, 2011, 2013) |
| Serbia            | Locul 2 în Grupa a 3-a     | 19 aprilie 2015            | 5 (2000, 2004, 2007, 2009, 2011)                         |
| Danemarca         | Locul 1 în Grupa a 4-a     | 18 aprilie 2015            | 7 (1996, 2000, 2004, 2007, 2009, 2011, 2013)             |
| Belarus           | Locul 2 în Grupa a 4-a     | 19 aprilie 2015            | 1 (1996)                                                 |
| Portugalia        | Locul 1 în Grupa a 5-a     | 19 aprilie 2015            | 2 (2004, 2013)                                           |
| Franța            | Locul 2 în Grupa a 5-a     | 19 aprilie 2015            | 9 (1996, 1998, 2000, 2002, 2004, 2007, 2009, 2011, 2013) |
| Croația           | Locul 1 în Grupa a 6-a     | 19 aprilie 2015            | 5 (1998, 2000, 2004, 2011, 2013)                         |
| Germania          | Locul 1 în Grupa a 7-a     | 19 aprilie 2015            | 8 (1996, 2000, 2002, 2004, 2007, 2009, 2011, 2013)       |
| Ungaria           | Locul 1 în Grupa a 8-a     | 19 aprilie 2015            | 7 (1998, 2000, 2002, 2007, 2009, 2011, 2013)             |

1 Bold indică echipa campioană din acel an.

## Arbitrii
Au fost selectate 9 perechi de arbitri:
| Arbitri    | Arbitri                                   |
| ---------- | ----------------------------------------- |
| Danemarca  | Karina Christiansen Line Hesseldal Hansen |
| Spania     | Carlos Luque Ignacio Pascual              |
| Lituania   | Viktorija Kijauskaitė Aušra Žalienė       |
| Muntenegru | Anđelina Kažanegra Jelena Vujačić         |
| Rusia      | Viktoria Alpaidze Tatiana Berezkina       |

| Arbitri               | Arbitri                          |
| --------------------- | -------------------------------- |
| Serbia                | Vanja Antić Jelena Jakovljević   |
| Austria               | Ana Vranes Marlis Wenninger      |
| Republica Moldova     | Dorian Sîrbu Valentin Suponicov  |
| Bosnia și Herțegovina | Vesna Todorović Tatjana Praštalo |

## Distribuția
Selecționatele naționale calificate la turneul final au fost distribuite în patru urne de câte patru echipe și au fost plasate prin tragere la sorți în patru grupe preliminare de câte patru echipe. Tragerea la sorți a avut loc în Valencia, Spania, pe 5 mai 2015, la ora locală 11:30. După extragerea echipelor din urnele 1, 2 și 4, țara gazdă Spania a avut dreptul de a-și alege grupa în care să joace.
| Urna 1                                  | Urna a 2-a                                       | Urna a 3-a                               | Urna a 4-a                           |
| --------------------------------------- | ------------------------------------------------ | ---------------------------------------- | ------------------------------------ |
| Suedia · Rusia · Danemarca · Portugalia | Macedonia de Nord · România · Norvegia · Croația | Ungaria · Germania · Spania · Muntenegru | Franța · Belarus · Serbia · Lituania |

## Grupele preliminare
Selecționatele naționale au fost trase la sorți în patru grupe preliminare de câte patru echipe. Tragerea la sorți a avut loc în Valencia, Spania, pe 5 mai 2015, la ora locală 11:30.
Echipele clasate pe primele două locuri în fiecare grupă au avansat în grupele principale. Echipele clasate pe locurile trei și patru au jucat în grupele intermediare.
|  | Echipele calificate în Grupele Principale     |
|  | Echipele retrogradate în Grupele Intermediare |

Calendarul de mai jos respectă ora de vară EET:

### Grupa A
| Echipa     | M | V | E | Î | GM | GP | G   | Pct |
| ---------- | - | - | - | - | -- | -- | --- | --- |
| Danemarca  | 3 | 3 | 0 | 0 | 85 | 59 | +26 | 6   |
| Muntenegru | 3 | 2 | 0 | 1 | 66 | 54 | +12 | 4   |
| Serbia     | 3 | 1 | 0 | 2 | 58 | 73 | −15 | 2   |
| Croația    | 3 | 0 | 0 | 3 | 58 | 81 | −23 | 0   |

| 23 iulie 2015 16:00 | Danemarca | 21 - 20 | Muntenegru            | Polideportivo „El Cabañal”, Valencia Asistență: 200 Arbitri: Luque, Pascual |
| 23 iulie 2015 16:00 | Nielsen 5 | (12-8)  | Jauković, Ramusović 4 | Polideportivo „El Cabañal”, Valencia Asistență: 200 Arbitri: Luque, Pascual |
| 23 iulie 2015 16:00 | 6× 2×     | Cronică | 3×                    | Polideportivo „El Cabañal”, Valencia Asistență: 200 Arbitri: Luque, Pascual |

| 23 iulie 2015 18:00 | Croația  | 20 - 24 | Serbia      | Polideportivo „El Cabañal”, Valencia Asistență: 70 Arbitri: Sîrbu, Suponicov |
| 23 iulie 2015 18:00 | Mamić 9  | (8-13)  | Kovačević 7 | Polideportivo „El Cabañal”, Valencia Asistență: 70 Arbitri: Sîrbu, Suponicov |
| 23 iulie 2015 18:00 | 8× 2× 1× | Cronică | 9× 3×       | Polideportivo „El Cabañal”, Valencia Asistență: 70 Arbitri: Sîrbu, Suponicov |

| 24 iulie 2015 16:00 | Serbia      | 18 - 32 | Danemarca  | Polideportivo „El Cabañal”, Valencia Asistență: 150 Arbitri: Luque, Pascual |
| 24 iulie 2015 16:00 | Kovačević 5 | (9-16)  | Pedersen 7 | Polideportivo „El Cabañal”, Valencia Asistență: 150 Arbitri: Luque, Pascual |
| 24 iulie 2015 16:00 | 6× 1×       | Cronică | 7× 3×      | Polideportivo „El Cabañal”, Valencia Asistență: 150 Arbitri: Luque, Pascual |

| 24 iulie 2015 18:00 | Muntenegru | 25 - 17 | Croația  | Polideportivo „El Cabañal”, Valencia Asistență: 50 Arbitri: Vranes, Wenninger |
| 24 iulie 2015 18:00 | Jauković 7 | (15-8)  | Kalaus 5 | Polideportivo „El Cabañal”, Valencia Asistență: 50 Arbitri: Vranes, Wenninger |
| 24 iulie 2015 18:00 | 5× 3×      | Cronică | 7× 3×    | Polideportivo „El Cabañal”, Valencia Asistență: 50 Arbitri: Vranes, Wenninger |

| 26 iulie 2015 16:00 | Muntenegru | 21 - 16 | Serbia      | Polideportivo „El Cabañal”, Valencia Asistență: 100 Arbitri: Praštalo, Todorović |
| 26 iulie 2015 16:00 | Jauković 7 | (10-9)  | Kovačević 5 | Polideportivo „El Cabañal”, Valencia Asistență: 100 Arbitri: Praštalo, Todorović |
| 26 iulie 2015 16:00 | 8× 3×      | Cronică | 2×          | Polideportivo „El Cabañal”, Valencia Asistență: 100 Arbitri: Praštalo, Todorović |

| 26 iulie 2015 18:00 | Danemarca           | 32 - 21 | Croația  | Polideportivo „El Cabañal”, Valencia Asistență: 120 Arbitri: Vranes, Wenninger |
| 26 iulie 2015 18:00 | Nielsen, Petersen 5 | (16-11) | Mamić 7  | Polideportivo „El Cabañal”, Valencia Asistență: 120 Arbitri: Vranes, Wenninger |
| 26 iulie 2015 18:00 | 4× 3×               | Cronică | 7× 3× 1× | Polideportivo „El Cabañal”, Valencia Asistență: 120 Arbitri: Vranes, Wenninger |

### Grupa B
| Echipa            | M | V | E | Î | GM | GP  | G   | Pct |
| ----------------- | - | - | - | - | -- | --- | --- | --- |
| Rusia             | 3 | 2 | 1 | 0 | 93 | 61  | +32 | 5   |
| Germania          | 3 | 2 | 0 | 1 | 80 | 66  | +14 | 4   |
| Macedonia de Nord | 3 | 1 | 1 | 1 | 78 | 84  | −6  | 3   |
| Lituania          | 3 | 0 | 0 | 3 | 63 | 103 | −40 | 0   |

| 23 iulie 2015 20:00 | Rusia      | 26 - 18 | Germania | Polideportivo „El Cabañal”, Valencia Asistență: 200 Arbitri: Vranes, Wenninger |
| 23 iulie 2015 20:00 | Belikova 6 | (14-10) | Bölk 6   | Polideportivo „El Cabañal”, Valencia Asistență: 200 Arbitri: Vranes, Wenninger |
| 23 iulie 2015 20:00 | 9× 3×      | Cronică | 8× 3×    | Polideportivo „El Cabañal”, Valencia Asistență: 200 Arbitri: Vranes, Wenninger |

| 23 iulie 2015 22:00 | Macedonia de Nord | 31 - 27 | Lituania                | Polideportivo „El Cabañal”, Valencia Asistență: 100 Arbitri: Praštalo, Todorović |
| 23 iulie 2015 22:00 | Ristovska 8       | (15-13) | Ivanauskaitė, Trušytė 7 | Polideportivo „El Cabañal”, Valencia Asistență: 100 Arbitri: Praštalo, Todorović |
| 23 iulie 2015 22:00 | 5× 2×             | Cronică | 9× 3×                   | Polideportivo „El Cabañal”, Valencia Asistență: 100 Arbitri: Praštalo, Todorović |

| 24 iulie 2015 20:00 | Lituania   | 17 - 41 | Rusia     | Polideportivo „El Cabañal”, Valencia Asistență: 120 Arbitri: Praštalo, Todorović |
| 24 iulie 2015 20:00 | Verbovik 5 | (7-21)  | Egorova 6 | Polideportivo „El Cabañal”, Valencia Asistență: 120 Arbitri: Praštalo, Todorović |
| 24 iulie 2015 20:00 | 2× 3×      | Cronică | 3×        | Polideportivo „El Cabañal”, Valencia Asistență: 120 Arbitri: Praštalo, Todorović |

| 24 iulie 2015 22:00 | Germania  | 31 - 21 | Macedonia de Nord | Polideportivo „El Cabañal”, Valencia Asistență: 200 Arbitri: Sîrbu, Suponicov |
| 24 iulie 2015 22:00 | Behrend 5 | (12-11) | Todorovska 8      | Polideportivo „El Cabañal”, Valencia Asistență: 200 Arbitri: Sîrbu, Suponicov |
| 24 iulie 2015 22:00 | 9× 3× 1×  | Cronică | 5× 3×             | Polideportivo „El Cabañal”, Valencia Asistență: 200 Arbitri: Sîrbu, Suponicov |

| 26 iulie 2015 20:00 | Germania | 31 - 19 | Lituania       | Polideportivo „El Cabañal”, Valencia Asistență: 100 Arbitri: Sîrbu, Suponicov |
| 26 iulie 2015 20:00 | Prior 5  | (15-8)  | Ivanauskaitė 8 | Polideportivo „El Cabañal”, Valencia Asistență: 100 Arbitri: Sîrbu, Suponicov |
| 26 iulie 2015 20:00 | 9× 2×    | Cronică | 6× 2× 1×       | Polideportivo „El Cabañal”, Valencia Asistență: 100 Arbitri: Sîrbu, Suponicov |

| 26 iulie 2015 22:00 | Rusia     | 26 - 26 | Macedonia de Nord | Polideportivo „El Cabañal”, Valencia Asistență: 100 Arbitri: Luque, Pascual |
| 26 iulie 2015 22:00 | Frolova 6 | (16-15) | Ristovska 10      | Polideportivo „El Cabañal”, Valencia Asistență: 100 Arbitri: Luque, Pascual |
| 26 iulie 2015 22:00 | 6× 2×     | Cronică | 4× 3×             | Polideportivo „El Cabañal”, Valencia Asistență: 100 Arbitri: Luque, Pascual |

### Grupa C
| Echipa  | M | V | E | Î | GM | GP | G  | Pct |
| ------- | - | - | - | - | -- | -- | -- | --- |
| Suedia  | 3 | 2 | 0 | 1 | 63 | 54 | +9 | 4   |
| Ungaria | 3 | 1 | 1 | 1 | 60 | 62 | −2 | 3   |
| Franța  | 3 | 1 | 1 | 1 | 64 | 67 | −3 | 3   |
| România | 3 | 1 | 0 | 2 | 65 | 69 | −4 | 2   |

| 23 iulie 2015 15:30 | Suedia     | 24 - 18 | Ungaria    | Pabellón Universitario, Valencia Asistență: 200 Arbitri: Alpaidze, Berezkina |
| 23 iulie 2015 15:30 | Källhage 5 | (13-10) | Ferenczi 5 | Pabellón Universitario, Valencia Asistență: 200 Arbitri: Alpaidze, Berezkina |
| 23 iulie 2015 15:30 | 6× 2×      | Cronică | 10× 3×     | Pabellón Universitario, Valencia Asistență: 200 Arbitri: Alpaidze, Berezkina |

| 23 iulie 2015 17:30 | România    | 24 - 31 | Franța  | Pabellón Universitario, Valencia Asistență: 200 Arbitri: Christiansen, Hansen |
| 23 iulie 2015 17:30 | Bazaliu 12 | (14-12) | Fehri 6 | Pabellón Universitario, Valencia Asistență: 200 Arbitri: Christiansen, Hansen |
| 23 iulie 2015 17:30 | 5× 3×      | Cronică | 6× 3×   | Pabellón Universitario, Valencia Asistență: 200 Arbitri: Christiansen, Hansen |

| 24 iulie 2015 16:00 | Franța  | 15 - 25 | Suedia                         | Pabellón Universitario, Valencia Asistență: 150 Arbitri: Kijauskaitė, Žalienė |
| 24 iulie 2015 16:00 | Sajka 6 | (9-14)  | Arifi, Fiedorowicz, Hvenfelt 4 | Pabellón Universitario, Valencia Asistență: 150 Arbitri: Kijauskaitė, Žalienė |
| 24 iulie 2015 16:00 | 4× 3×   | Cronică | 4× 3×                          | Pabellón Universitario, Valencia Asistență: 150 Arbitri: Kijauskaitė, Žalienė |

| 24 iulie 2015 18:00 | Ungaria            | 24 - 20 | România  | Pabellón Universitario, Valencia Asistență: 150 Arbitri: Antić, Jakovljević |
| 24 iulie 2015 18:00 | Faluvégi, Monori 5 | (13-10) | Ostase 5 | Pabellón Universitario, Valencia Asistență: 150 Arbitri: Antić, Jakovljević |
| 24 iulie 2015 18:00 | 1× 3×              | Cronică | 4× 3×    | Pabellón Universitario, Valencia Asistență: 150 Arbitri: Antić, Jakovljević |

| 26 iulie 2015 16:00 | Ungaria   | 18 - 18 | Franța  | Pabellón Universitario, Valencia Asistență: 200 Arbitri: Vujačić, Kažanegra |
| 26 iulie 2015 16:00 | Horváth 7 | (11-10) | Fehri 4 | Pabellón Universitario, Valencia Asistență: 200 Arbitri: Vujačić, Kažanegra |
| 26 iulie 2015 16:00 | 3× 2×     | Cronică | 3×      | Pabellón Universitario, Valencia Asistență: 200 Arbitri: Vujačić, Kažanegra |

| 26 iulie 2015 18:00 | Suedia     | 14 - 21 | România | Pabellón Universitario, Valencia Asistență: 200 Arbitri: Alpaidze, Berezkina |
| 26 iulie 2015 18:00 | Hvenfelt 4 | (6-13)  | Ilie 5  | Pabellón Universitario, Valencia Asistență: 200 Arbitri: Alpaidze, Berezkina |
| 26 iulie 2015 18:00 | 2× 3×      | Cronică | 4× 2×   | Pabellón Universitario, Valencia Asistență: 200 Arbitri: Alpaidze, Berezkina |

### Grupa D
| Echipa     | M | V | E | Î | GM | GP | G   | Pct |
| ---------- | - | - | - | - | -- | -- | --- | --- |
| Norvegia   | 3 | 3 | 0 | 0 | 84 | 63 | +21 | 6   |
| Spania     | 3 | 2 | 0 | 1 | 74 | 71 | +3  | 4   |
| Portugalia | 3 | 1 | 0 | 2 | 75 | 73 | +2  | 2   |
| Belarus    | 3 | 0 | 0 | 3 | 62 | 90 | −28 | 0   |

| 23 iulie 2015 20:00 | Portugalia         | 19 - 23 | Spania   | Pabellón Universitario, Valencia Asistență: 600 Arbitri: Antić, Jakovljević |
| 23 iulie 2015 20:00 | Gouveia, Tavares 5 | (6-12)  | Aguado 5 | Pabellón Universitario, Valencia Asistență: 600 Arbitri: Antić, Jakovljević |
| 23 iulie 2015 20:00 | 5× 2×              | Cronică | 3×       | Pabellón Universitario, Valencia Asistență: 600 Arbitri: Antić, Jakovljević |

| 23 iulie 2015 22:00 | Norvegia | 27 - 17 | Belarus   | Pabellón Universitario, Valencia Asistență: 100 Arbitri: Vujačić, Kažanegra |
| 23 iulie 2015 22:00 | Hovden 5 | (13-10) | Kanaval 7 | Pabellón Universitario, Valencia Asistență: 100 Arbitri: Vujačić, Kažanegra |
| 23 iulie 2015 22:00 | 4× 3×    | Cronică | 1× 2×     | Pabellón Universitario, Valencia Asistență: 100 Arbitri: Vujačić, Kažanegra |

| 24 iulie 2015 20:00 | Spania                  | 20 - 28 | Norvegia | Pabellón Universitario, Valencia Asistență: 500 Arbitri: Vujačić, Kažanegra |
| 24 iulie 2015 20:00 | Etxeberria, Hernández 5 | (12-13) | Fauske 6 | Pabellón Universitario, Valencia Asistență: 500 Arbitri: Vujačić, Kažanegra |
| 24 iulie 2015 20:00 | 3×                      | Cronică | 4× 3×    | Pabellón Universitario, Valencia Asistență: 500 Arbitri: Vujačić, Kažanegra |

| 24 iulie 2015 22:00 | Belarus | 21 - 32 | Portugalia | Pabellón Universitario, Valencia Asistență: 100 Arbitri: Christiansen, Hansen |
| 24 iulie 2015 22:00 | Ilina 6 | (10-12) | Santiago 9 | Pabellón Universitario, Valencia Asistență: 100 Arbitri: Christiansen, Hansen |
| 24 iulie 2015 22:00 | 5× 2×   | Cronică | 4× 3×      | Pabellón Universitario, Valencia Asistență: 100 Arbitri: Christiansen, Hansen |

| 26 iulie 2015 20:00 | Spania       | 31 - 24 | Belarus | Pabellón Universitario, Valencia Asistență: 900 Arbitri: Christiansen, Hansen |
| 26 iulie 2015 20:00 | Hernández 11 | (14-13) | Ilina 5 | Pabellón Universitario, Valencia Asistență: 900 Arbitri: Christiansen, Hansen |
| 26 iulie 2015 20:00 | 4× 3×        | Cronică | 5× 2×   | Pabellón Universitario, Valencia Asistență: 900 Arbitri: Christiansen, Hansen |

| 26 iulie 2015 22:00 | Portugalia | 24 - 29 | Norvegia | Pabellón Universitario, Valencia Asistență: 500 Arbitri: Kijauskaitė, Žalienė |
| 26 iulie 2015 22:00 | Santiago 9 | (11-13) | Hernes 7 | Pabellón Universitario, Valencia Asistență: 500 Arbitri: Kijauskaitė, Žalienė |
| 26 iulie 2015 22:00 | 5×         | Cronică | 8× 3×    | Pabellón Universitario, Valencia Asistență: 500 Arbitri: Kijauskaitė, Žalienė |

## Grupele intermediare
Selecționatele naționale clasate pe ultimele două locuri în grupele preliminare au fost distribuite în două grupe intermediare: grupa I1, în care au jucat echipele din grupele preliminare A și B, respectiv grupa I2, în care au jucat echipele din grupele C și D. Formațiile au intrat în grupele intermediare păstrându-și punctele și golaverajul rezultate în urma meciurilor directe din grupele principale.
Calendarul de mai jos respectă ora de vară EET:

### Grupa I1
| Echipa            | M | V | E | Î | GM | GP | G   | Pct |
| ----------------- | - | - | - | - | -- | -- | --- | --- |
| Serbia            | 3 | 3 | 0 | 0 | 84 | 72 | +12 | 6   |
| Croația           | 3 | 1 | 0 | 2 | 81 | 79 | +2  | 2   |
| Lituania          | 3 | 1 | 0 | 2 | 91 | 93 | −2  | 2   |
| Macedonia de Nord | 3 | 1 | 0 | 2 | 74 | 85 | −11 | 2   |

| 28 iulie 2015 16:00 | Croația   | 31 - 33 | Lituania        | Polideportivo „El Cabañal”, Valencia Asistență: 25 Arbitri: Sîrbu, Suponicov |
| 28 iulie 2015 16:00 | Maljak 7  | (16-19) | Ivanauskaitė 16 | Polideportivo „El Cabañal”, Valencia Asistență: 25 Arbitri: Sîrbu, Suponicov |
| 28 iulie 2015 16:00 | 10× 3× 1× | Cronică | 9× 3× 2×        | Polideportivo „El Cabañal”, Valencia Asistență: 25 Arbitri: Sîrbu, Suponicov |

| 28 iulie 2015 18:00 | Serbia   | 28 - 21 | Macedonia de Nord | Polideportivo „El Cabañal”, Valencia Asistență: 90 Arbitri: Vujačić, Kažanegra |
| 28 iulie 2015 18:00 | Kojčić 7 | (10-12) | Ristovska 9       | Polideportivo „El Cabañal”, Valencia Asistență: 90 Arbitri: Vujačić, Kažanegra |
| 28 iulie 2015 18:00 | 3×       | Cronică | 4× 2×             | Polideportivo „El Cabañal”, Valencia Asistență: 90 Arbitri: Vujačić, Kažanegra |

| 29 iulie 2015 16:00 | Lituania        | 31 - 32 | Serbia               | Polideportivo „El Cabañal”, Valencia Asistență: 50 Arbitri: Praštalo, Todorović |
| 29 iulie 2015 16:00 | Ivanauskaitė 10 | (15-13) | Agbaba, Vukajlović 7 | Polideportivo „El Cabañal”, Valencia Asistență: 50 Arbitri: Praštalo, Todorović |
| 29 iulie 2015 16:00 | 8× 3× 2×        | Cronică | 2× 3×                | Polideportivo „El Cabañal”, Valencia Asistență: 50 Arbitri: Praštalo, Todorović |

| 29 iulie 2015 18:00 | Macedonia de Nord | 22 - 30 | Croația   | Polideportivo „El Cabañal”, Valencia Asistență: 50 Arbitri: Christiansen, Hansen |
| 29 iulie 2015 18:00 | Keramicieva 7     | (9-16)  | Maljak 10 | Polideportivo „El Cabañal”, Valencia Asistență: 50 Arbitri: Christiansen, Hansen |
| 29 iulie 2015 18:00 | 5× 2×             | Cronică | 4× 3×     | Polideportivo „El Cabañal”, Valencia Asistență: 50 Arbitri: Christiansen, Hansen |

### Grupa I2
| Echipa     | M | V | E | Î | GM | GP  | G   | Pct |
| ---------- | - | - | - | - | -- | --- | --- | --- |
| Franța     | 3 | 3 | 0 | 0 | 95 | 64  | +31 | 6   |
| România    | 3 | 1 | 1 | 1 | 90 | 84  | +6  | 3   |
| Portugalia | 3 | 1 | 1 | 1 | 79 | 80  | −1  | 3   |
| Belarus    | 3 | 0 | 0 | 3 | 67 | 103 | −36 | 0   |

| 28 iulie 2015 20:00 | România    | 38 - 25 | Belarus | Polideportivo „El Cabañal”, Valencia Asistență: 50 Arbitri: Praštalo, Todorović |
| 28 iulie 2015 20:00 | Bazaliu 12 | (18-9)  | Ilina 9 | Polideportivo „El Cabañal”, Valencia Asistență: 50 Arbitri: Praštalo, Todorović |
| 28 iulie 2015 20:00 | 4× 3×      | Cronică | 4× 2×   | Polideportivo „El Cabañal”, Valencia Asistență: 50 Arbitri: Praštalo, Todorović |

| 28 iulie 2015 22:00 | Franța           | 31 - 19 | Portugalia                   | Polideportivo „El Cabañal”, Valencia Asistență: 100 Arbitri: Vranes, Wenninger |
| 28 iulie 2015 22:00 | Sercien-Ugolin 6 | (15-10) | Fernandes, Santiago, Silva 4 | Polideportivo „El Cabañal”, Valencia Asistență: 100 Arbitri: Vranes, Wenninger |
| 28 iulie 2015 22:00 | 3×               | Cronică | 7× 3×                        | Polideportivo „El Cabañal”, Valencia Asistență: 100 Arbitri: Vranes, Wenninger |

| 29 iulie 2015 20:00 | Belarus                      | 21 - 33 | Franța  | Polideportivo „El Cabañal”, Valencia Asistență: 50 Arbitri: Kijauskaitė, Žalienė |
| 29 iulie 2015 20:00 | Hrahuskaia, Kanaval, Runeț 5 | (7-16)  | Sylla 5 | Polideportivo „El Cabañal”, Valencia Asistență: 50 Arbitri: Kijauskaitė, Žalienė |
| 29 iulie 2015 20:00 | 3×                           | Cronică | 4× 2×   | Polideportivo „El Cabañal”, Valencia Asistență: 50 Arbitri: Kijauskaitė, Žalienė |

| 29 iulie 2015 22:00 | Portugalia | 28 - 28 | România    | Polideportivo „El Cabañal”, Valencia Asistență: 200 Arbitri: Antić, Jakovljević |
| 29 iulie 2015 22:00 | Tavares 10 | (14-16) | Bazaliu 11 | Polideportivo „El Cabañal”, Valencia Asistență: 200 Arbitri: Antić, Jakovljević |
| 29 iulie 2015 22:00 | 4× 3×      | Cronică | 5× 3×      | Polideportivo „El Cabañal”, Valencia Asistență: 200 Arbitri: Antić, Jakovljević |

## Grupele principale
Selecționatele naționale clasate pe primele două locuri în cele patru grupe preliminare au avansat în două grupe principale: grupa M1, în care au jucat echipele din grupele preliminare A și B, respectiv grupa M2, în care au jucat echipele din grupele C și D. Formațiile au intrat în grupele principale păstrându-și punctele și golaverajul rezultate în urma meciurilor directe din grupele principale.
|  | Echipele calificate în semifinale |

Calendarul de mai jos respectă ora de vară EET:

### Grupa M1
| Echipa     | M | V | E | Î | GM | GP | G   | Pct |
| ---------- | - | - | - | - | -- | -- | --- | --- |
| Rusia      | 3 | 2 | 0 | 1 | 73 | 63 | +10 | 4   |
| Danemarca  | 3 | 2 | 0 | 1 | 72 | 66 | +6  | 4   |
| Germania   | 3 | 1 | 0 | 2 | 68 | 81 | −13 | 2   |
| Muntenegru | 3 | 1 | 0 | 2 | 69 | 72 | −3  | 2   |

| 28 iulie 2015 16:00 | Muntenegru  | 26 - 29 | Germania | Pabellón Universitario, Valencia Asistență: 300 Arbitri: Luque, Pascual |
| 28 iulie 2015 16:00 | Jauković 20 | (10-14) | Bölk 12  | Pabellón Universitario, Valencia Asistență: 300 Arbitri: Luque, Pascual |
| 28 iulie 2015 16:00 | 3× 2×       | Cronică | 7× 3×    | Pabellón Universitario, Valencia Asistență: 300 Arbitri: Luque, Pascual |

| 28 iulie 2015 18:00 | Danemarca                    | 22 - 25 | Rusia               | Pabellón Universitario, Valencia Asistență: 400 Arbitri: Antić, Jakovljević |
| 28 iulie 2015 18:00 | Hald, Kristiansen, Nielsen 4 | (11-11) | Belikova, Markova 5 | Pabellón Universitario, Valencia Asistență: 400 Arbitri: Antić, Jakovljević |
| 28 iulie 2015 18:00 | 3× 2×                        | Cronică | 6× 3×               | Pabellón Universitario, Valencia Asistență: 400 Arbitri: Antić, Jakovljević |

| 29 iulie 2015 16:00 | Germania | 21 - 29 | Danemarca | Pabellón Universitario, Valencia Asistență: 150 Arbitri: Luque, Pascual |
| 29 iulie 2015 16:00 | Bölk 10  | (11-15) | Nielsen 7 | Pabellón Universitario, Valencia Asistență: 150 Arbitri: Luque, Pascual |
| 29 iulie 2015 16:00 | 4× 3×    | Cronică | 3×        | Pabellón Universitario, Valencia Asistență: 150 Arbitri: Luque, Pascual |

| 29 iulie 2015 18:00 | Rusia     | 22 - 23 | Muntenegru | Pabellón Universitario, Valencia Asistență: 110 Arbitri: Vranes, Wenninger |
| 29 iulie 2015 18:00 | Frolova 7 | (12-14) | Grbić 4    | Pabellón Universitario, Valencia Asistență: 110 Arbitri: Vranes, Wenninger |
| 29 iulie 2015 18:00 | 5× 3× 1×  | Cronică | 6× 2×      | Pabellón Universitario, Valencia Asistență: 110 Arbitri: Vranes, Wenninger |

### Grupa M2
| Echipa   | M | V | E | Î | GM | GP | G   | Pct |
| -------- | - | - | - | - | -- | -- | --- | --- |
| Suedia   | 3 | 3 | 0 | 0 | 73 | 56 | +17 | 6   |
| Ungaria  | 3 | 1 | 1 | 1 | 70 | 63 | +7  | 3   |
| Norvegia | 3 | 1 | 1 | 1 | 77 | 74 | +3  | 3   |
| Spania   | 3 | 0 | 0 | 3 | 48 | 75 | −27 | 0   |

| 28 iulie 2015 20:00 | Ungaria                   | 27 - 14 | Spania            | Pabellón Universitario, Valencia Asistență: 600 Arbitri: Alpaidze, Berezkina |
| 28 iulie 2015 20:00 | Monori, Pásztor, Pintér 5 | (14-6)  | patru jucătoare 3 | Pabellón Universitario, Valencia Asistență: 600 Arbitri: Alpaidze, Berezkina |
| 28 iulie 2015 20:00 | 6× 2×                     | Cronică | 2×                | Pabellón Universitario, Valencia Asistență: 600 Arbitri: Alpaidze, Berezkina |

| 28 iulie 2015 22:00 | Suedia      | 29 - 24 | Norvegia | Pabellón Universitario, Valencia Asistență: 400 Arbitri: Christiansen, Hansen |
| 28 iulie 2015 22:00 | Mellegård 8 | (12-10) | Hernes 8 | Pabellón Universitario, Valencia Asistență: 400 Arbitri: Christiansen, Hansen |
| 28 iulie 2015 22:00 | 7× 2×       | Cronică | 7× 3×    | Pabellón Universitario, Valencia Asistență: 400 Arbitri: Christiansen, Hansen |

| 29 iulie 2015 20:00 | Spania       | 14 - 20 | Suedia | Pabellón Universitario, Valencia Asistență: 600 Arbitri: Alpaidze, Berezkina |
| 29 iulie 2015 20:00 | Etxeberria 4 | (8-9)   | Rask 4 | Pabellón Universitario, Valencia Asistență: 600 Arbitri: Alpaidze, Berezkina |
| 29 iulie 2015 20:00 | 4× 2×        | Cronică | 3×     | Pabellón Universitario, Valencia Asistență: 600 Arbitri: Alpaidze, Berezkina |

| 29 iulie 2015 22:00 | Norvegia           | 25 - 25 | Ungaria    | Pabellón Universitario, Valencia Asistență: 200 Arbitri: Vujačić, Kažanegra |
| 29 iulie 2015 22:00 | Bergset, Høgdahl 5 | (13-18) | Ferenczy 8 | Pabellón Universitario, Valencia Asistență: 200 Arbitri: Vujačić, Kažanegra |
| 29 iulie 2015 22:00 | 5× 3×              | Cronică | 1× 2×      | Pabellón Universitario, Valencia Asistență: 200 Arbitri: Vujačić, Kažanegra |

## Meciurile pentru locurile 13–16

### Schemă
|  | Meciurile pentru locurile 13-16 | Meciurile pentru locurile 13-16 |    |                  | Meciul pentru locul 13 | Meciul pentru locul 13 |  |
|  |                                 |                                 |    |                  |                        |                        |  |
|  | 31 iulie – 14:30                |                                 |    |                  |                        |                        |  |
|  | Lituania                        | 24                              |    |                  |                        |                        |  |
|  | Belarus                         | 28                              |    |                  |                        |                        |  |
|  |                                 |                                 |    |                  |                        |                        |  |
|  |                                 |                                 |    |                  | 1 august – 17:00       |                        |  |
|  |                                 |                                 |    |                  | Belarus                | 31                     |  |
|  |                                 | Portugalia                      | 29 |                  |                        |                        |  |
|  |                                 |                                 |    |                  |                        |                        |  |
|  |                                 |                                 |    |                  |                        |                        |  |
|  |                                 |                                 |    |                  | Meciul pentru locul 15 |                        |  |
|  | 31 iulie – 17:00                | 31 iulie – 17:00                |    | 1 august – 14:30 | 1 august – 14:30       |                        |  |
|  | Portugalia                      | 27                              |    | Lituania         | 27                     |                        |  |
|  | Macedonia de Nord               | 26                              |    |                  | Macedonia de Nord      | 29                     |  |

| 31 iulie 2015 14:30 | Lituania   | 24 - 28 | Belarus | Polideportivo „El Cabañal”, Valencia Asistență: 50 Arbitri: Praštalo, Todorović |
| 31 iulie 2015 14:30 | Verbovik 6 | (10-10) | Runeț 9 | Polideportivo „El Cabañal”, Valencia Asistență: 50 Arbitri: Praštalo, Todorović |
| 31 iulie 2015 14:30 | 3×         | Cronică | 5× 2×   | Polideportivo „El Cabañal”, Valencia Asistență: 50 Arbitri: Praštalo, Todorović |

| 31 iulie 2015 17:00 | Portugalia | 27 - 26 | Macedonia de Nord | Polideportivo „El Cabañal”, Valencia Asistență: 30 Arbitri: Sîrbu, Suponicov |
| 31 iulie 2015 17:00 | Tavares 7  | (13-15) | Ristovska 10      | Polideportivo „El Cabañal”, Valencia Asistență: 30 Arbitri: Sîrbu, Suponicov |
| 31 iulie 2015 17:00 | 4× 3×      | Cronică | 3× 2×             | Polideportivo „El Cabañal”, Valencia Asistență: 30 Arbitri: Sîrbu, Suponicov |

### Meciul pentru locul 15
| 1 august 2015 14:30 | Lituania       | 27 - 29 | Macedonia de Nord                   | Polideportivo „El Cabañal”, Valencia Asistență: 50 Arbitri: Vranes, Wenninger |
| 1 august 2015 14:30 | Ivanauskaitė 9 | (17-13) | Keramicieva, Nolevska, Todorovska 6 | Polideportivo „El Cabañal”, Valencia Asistență: 50 Arbitri: Vranes, Wenninger |
| 1 august 2015 14:30 | 5× 3×          | Cronică | 6× 3×                               | Polideportivo „El Cabañal”, Valencia Asistență: 50 Arbitri: Vranes, Wenninger |

### Meciul pentru locul 13
| 1 august 2015 17:00 | Belarus       | 31 - 29 | Portugalia | Polideportivo „El Cabañal”, Valencia Asistență: 50 Arbitri: Antić, Jakovljević |
| 1 august 2015 17:00 | Rudkuskaia 10 | (15-20) | Tavares 8  | Polideportivo „El Cabañal”, Valencia Asistență: 50 Arbitri: Antić, Jakovljević |
| 1 august 2015 17:00 | 1× 2×         | Cronică | 3×         | Polideportivo „El Cabañal”, Valencia Asistență: 50 Arbitri: Antić, Jakovljević |

## Meciurile pentru locurile 9–12

### Schemă
|  | Meciurile pentru locurile 9-12 | Meciurile pentru locurile 9-12 |    |                  | Meciul pentru locul 9  | Meciul pentru locul 9 |  |
|  |                                |                                |    |                  |                        |                       |  |
|  | 31 iulie – 19:30               |                                |    |                  |                        |                       |  |
|  | Serbia                         | 24                             |    |                  |                        |                       |  |
|  | România                        | 29                             |    |                  |                        |                       |  |
|  |                                |                                |    |                  |                        |                       |  |
|  |                                |                                |    |                  | 1 august – 22:00       |                       |  |
|  |                                |                                |    |                  | România                | 35                    |  |
|  |                                | Franța                         | 39 |                  |                        |                       |  |
|  |                                |                                |    |                  |                        |                       |  |
|  |                                |                                |    |                  |                        |                       |  |
|  |                                |                                |    |                  | Meciul pentru locul 11 |                       |  |
|  | 31 iulie – 22:00               | 31 iulie – 22:00               |    | 1 august – 19:30 | 1 august – 19:30       |                       |  |
|  | Franța                         | 30                             |    | Serbia           | 27                     |                       |  |
|  | Croația                        | 29                             |    |                  | Croația                | 26                    |  |

| 31 iulie 2015 19:30 | Serbia       | 24 - 29 | România   | Polideportivo „El Cabañal”, Valencia Asistență: 50 Arbitri: Kijauskaitė, Žalienė |
| 31 iulie 2015 19:30 | Zdravković 7 | (12-15) | Bazaliu 9 | Polideportivo „El Cabañal”, Valencia Asistență: 50 Arbitri: Kijauskaitė, Žalienė |
| 31 iulie 2015 19:30 | 4× 3×        | Cronică | 5× 2×     | Polideportivo „El Cabañal”, Valencia Asistență: 50 Arbitri: Kijauskaitė, Žalienė |

| 31 iulie 2015 22:00 | Franța  | 30 - 29 | Croația | Polideportivo „El Cabañal”, Valencia Asistență: 100 Arbitri: Christiansen, Hansen |
| 31 iulie 2015 22:00 | Sajka 9 | (14-19) | Mamić 9 | Polideportivo „El Cabañal”, Valencia Asistență: 100 Arbitri: Christiansen, Hansen |
| 31 iulie 2015 22:00 | 4× 3×   | Cronică | 4× 2×   | Polideportivo „El Cabañal”, Valencia Asistență: 100 Arbitri: Christiansen, Hansen |

### Meciul pentru locul 11
| 1 august 2015 19:30 | Serbia        | 27 - 26 | Croația  | Polideportivo „El Cabañal”, Valencia Asistență: 50 Arbitri: Alpaidze, Berezkina |
| 1 august 2015 19:30 | Vukajlović 10 | (17-12) | Mamić 10 | Polideportivo „El Cabañal”, Valencia Asistență: 50 Arbitri: Alpaidze, Berezkina |
| 1 august 2015 19:30 | 5× 3×         | Cronică | 7× 3× 1× | Polideportivo „El Cabañal”, Valencia Asistență: 50 Arbitri: Alpaidze, Berezkina |

### Meciul pentru locul 9
| 1 august 2015 22:00 | România    | 35 - 39 | Franța   | Polideportivo „El Cabañal”, Valencia Asistență: 100 Arbitri: Luque, Pascual |
| 1 august 2015 22:00 | Bazaliu 13 | (15-19) | Sajka 11 | Polideportivo „El Cabañal”, Valencia Asistență: 100 Arbitri: Luque, Pascual |
| 1 august 2015 22:00 | 2×         | Cronică | 5× 3×    | Polideportivo „El Cabañal”, Valencia Asistență: 100 Arbitri: Luque, Pascual |

## Meciurile pentru locurile 5–8

### Schemă
|  | Meciurile pentru locurile 5-8 | Meciurile pentru locurile 5-8 |    |                  | Meciul pentru locul 5 | Meciul pentru locul 5 |  |
|  |                               |                               |    |                  |                       |                       |  |
|  | 31 iulie – 14:30              |                               |    |                  |                       |                       |  |
|  | Germania                      | 26                            |    |                  |                       |                       |  |
|  | Spania                        | 24                            |    |                  |                       |                       |  |
|  |                               |                               |    |                  |                       |                       |  |
|  |                               |                               |    |                  | 1 august – 17:00      |                       |  |
|  |                               |                               |    |                  | Germania              | 29                    |  |
|  |                               | Norvegia                      | 27 |                  |                       |                       |  |
|  |                               |                               |    |                  |                       |                       |  |
|  |                               |                               |    |                  |                       |                       |  |
|  |                               |                               |    |                  | Meciul pentru locul 7 |                       |  |
|  | 31 iulie – 17:00              | 31 iulie – 17:00              |    | 1 august – 14:30 | 1 august – 14:30      |                       |  |
|  | Norvegia                      | 29                            |    | Spania           | 33                    |                       |  |
|  | Muntenegru                    | 27                            |    |                  | Muntenegru            | 37                    |  |

| 31 iulie 2015 14:30 | Germania | 26 - 24 | Spania       | Pabellón Universitario, Valencia Asistență: 120 Arbitri: Antić, Jakovljević |
| 31 iulie 2015 14:30 | Bölk 7   | (14-9)  | Etxeberria 7 | Pabellón Universitario, Valencia Asistență: 120 Arbitri: Antić, Jakovljević |
| 31 iulie 2015 14:30 | 5× 3×    | Cronică | 3×           | Pabellón Universitario, Valencia Asistență: 120 Arbitri: Antić, Jakovljević |

| 31 iulie 2015 17:00 | Norvegia    | 29 - 27 | Muntenegru  | Pabellón Universitario, Valencia Asistență: 100 Arbitri: Alpaidze, Berezkina |
| 31 iulie 2015 17:00 | Kallestad 6 | (16-13) | Jauković 15 | Pabellón Universitario, Valencia Asistență: 100 Arbitri: Alpaidze, Berezkina |
| 31 iulie 2015 17:00 | 5× 2× 1×    | Cronică | 4× 2×       | Pabellón Universitario, Valencia Asistență: 100 Arbitri: Alpaidze, Berezkina |

### Meciul pentru locul 7
| 1 august 2015 19:30 | Spania       | 33 - 37 | Muntenegru  | Pabellón Universitario, Valencia Asistență: 350 Arbitri: Christiansen, Hansen |
| 1 august 2015 19:30 | Espiñeira 12 | (11-14) | Jauković 15 | Pabellón Universitario, Valencia Asistență: 350 Arbitri: Christiansen, Hansen |
| 1 august 2015 19:30 | 3×           | Cronică | 9× 3×       | Pabellón Universitario, Valencia Asistență: 350 Arbitri: Christiansen, Hansen |

### Meciul pentru locul 5
| 1 august 2015 22:00 | Germania      | 29 - 27 | Norvegia | Pabellón Universitario, Valencia Asistență: 200 Arbitri: Kijauskaitė, Žalienė |
| 1 august 2015 22:00 | 6 jucătoare 4 | (14-12) | Hernes 7 | Pabellón Universitario, Valencia Asistență: 200 Arbitri: Kijauskaitė, Žalienė |
| 1 august 2015 22:00 | 3× 1×         | Cronică | 5× 3×    | Pabellón Universitario, Valencia Asistență: 200 Arbitri: Kijauskaitė, Žalienė |

## Semifinalele și finala

### Schemă
|  | Semifinalele     | Semifinalele     |    |                  | Finala                | Finala |  |
|  |                  |                  |    |                  |                       |        |  |
|  | 31 iulie – 19:30 |                  |    |                  |                       |        |  |
|  | Rusia            | 28               |    |                  |                       |        |  |
|  | Ungaria          | 17               |    |                  |                       |        |  |
|  |                  |                  |    |                  |                       |        |  |
|  |                  |                  |    |                  | 2 august – 13:30      |        |  |
|  |                  |                  |    |                  | Rusia                 | 26     |  |
|  |                  | Danemarca        | 29 |                  |                       |        |  |
|  |                  |                  |    |                  |                       |        |  |
|  |                  |                  |    |                  |                       |        |  |
|  |                  |                  |    |                  | Meciul pentru locul 3 |        |  |
|  | 31 iulie – 22:00 | 31 iulie – 22:00 |    | 2 august – 11:00 | 2 august – 11:00      |        |  |
|  | Suedia           | 20               |    | Ungaria          | 24                    |        |  |
|  | Danemarca        | 28               |    |                  | Suedia                | 25     |  |

### Semifinalele
| 31 iulie 2015 19:30 | Rusia     | 28 - 17 | Ungaria    | Pabellón Universitario, Valencia Asistență: 250 Arbitri: Luque, Pascual |
| 31 iulie 2015 19:30 | Egorova 7 | (13-9)  | Ferenczy 4 | Pabellón Universitario, Valencia Asistență: 250 Arbitri: Luque, Pascual |
| 31 iulie 2015 19:30 | 2× 3×     | Cronică | 1× 3×      | Pabellón Universitario, Valencia Asistență: 250 Arbitri: Luque, Pascual |

| 31 iulie 2015 22:00 | Suedia     | 20 - 28 | Danemarca | Pabellón Universitario, Valencia Asistență: 290 Arbitri: Vujačić, Kažanegra |
| 31 iulie 2015 22:00 | Hvenfelt 5 | (9-16)  | Højlund 7 | Pabellón Universitario, Valencia Asistență: 290 Arbitri: Vujačić, Kažanegra |
| 31 iulie 2015 22:00 | 3×         | Cronică | 4× 3×     | Pabellón Universitario, Valencia Asistență: 290 Arbitri: Vujačić, Kažanegra |

### Meciul pentru locul 3
| 2 august 2015 11:00 | Ungaria   | 24 - 25 | Suedia     | Pabellón Universitario, Valencia Asistență: 450 Arbitri: Christiansen, Hansen |
| 2 august 2015 11:00 | Horváth 6 | (11-11) | Olofsson 8 | Pabellón Universitario, Valencia Asistență: 450 Arbitri: Christiansen, Hansen |
| 2 august 2015 11:00 | 5× 1×     | Cronică | 2× 3×      | Pabellón Universitario, Valencia Asistență: 450 Arbitri: Christiansen, Hansen |

### Finala
| 2 august 2015 13:30 | Rusia     | 26 - 29 | Danemarca           | Pabellón Universitario, Valencia Asistență: 1.000 Arbitri: Vranes, Wenninger |
| 2 august 2015 13:30 | Frolova 8 | (10-13) | Højlund, Pedersen 8 | Pabellón Universitario, Valencia Asistență: 1.000 Arbitri: Vranes, Wenninger |
| 2 august 2015 13:30 | 4× 3×     | Cronică | 4× 3×               | Pabellón Universitario, Valencia Asistență: 1.000 Arbitri: Vranes, Wenninger |

## Clasament și statistici

### Clasamentul final
|    | Danemarca         |
|    | Rusia             |
|    | Suedia            |
| 4  | Ungaria           |
| 5  | Germania          |
| 6  | Norvegia          |
| 7  | Muntenegru        |
| 8  | Spania            |
| 9  | Franța            |
| 10 | România           |
| 11 | Serbia            |
| 12 | Croația           |
| 13 | Belarus           |
| 14 | Portugalia        |
| 15 | Macedonia de Nord |
| 16 | Lituania          |

| Actualizat pe 1 august 2015: \| Poz. \| Nume \| Echipă \| Goluri \| \| ---- \| -------------------- \| ----------------- \| ------ \| \| 1 \| Đurđina Jauković \| Muntenegru \| 71 \| \| 2 \| Bianca Bazaliu \| România \| 64 \| \| 3 \| Brigita Ivanauskaitė \| Lituania \| 58 \| \| 4 \| Sara Ristovska \| Macedonia de Nord \| 50 \| \| 5 \| Emily Bölk \| Germania \| 47 \| \| 6 \| Josipa Mamić \| Croația \| 45 \| \| 7 \| Sandra Santiago \| Portugalia \| 42 \| \| 7 \| Érika Tavares \| Portugalia \| 42 \| \| 9 \| Diana Ilina \| Belarus \| 39 \| \| 9 \| Marie-Hélène Sajka \| Franța \| 39 \| \| 9 \| Inesa Verbovik \| Lituania \| 39 \| | Conform paginii oficiale a EHF: Jucătoarea competiției (MVP) - Đurđina Jauković (MNE) Cea mai bună marcatoare (golgheter) - Đurđina Jauković (MNE) (71 de goluri) Cea mai bună apărătoare - Sofia Hvenfelt (SWE) Echipa ideală a Campionatului European - Portar: Tonje Haug Lerstad (NOR) - Extremă stânga: Mariana Egorova (RUS) - Inter stânga: Emily Bölk (GER) - Coordonator: Iaroslava Frolova (RUS) - Pivot: Sara Trier Hald (DEN) - Inter dreapta: Celine Lundbye Kristiansen (DEN) - Extremă dreapta: Maitane Etxeberria (ESP) |                   |        |
| Poz. | Nume | Echipă            | Goluri |
| 1 | Đurđina Jauković | Muntenegru        | 71     |
| 2 | Bianca Bazaliu | România           | 64     |
| 3 | Brigita Ivanauskaitė | Lituania          | 58     |
| 4 | Sara Ristovska | Macedonia de Nord | 50     |
| 5 | Emily Bölk | Germania          | 47     |
| 6 | Josipa Mamić | Croația           | 45     |
| 7 | Sandra Santiago | Portugalia        | 42     |
| 7 | Érika Tavares | Portugalia        | 42     |
| 9 | Diana Ilina | Belarus           | 39     |
| 9 | Marie-Hélène Sajka | Franța            | 39     |
| 9 | Inesa Verbovik | Lituania          | 39     |